# Code rural (Empire byzantin)
Pour les articles homonymes, voir Code rural.
 (mai 2025).
La mise en forme du texte ne suit pas les recommandations de Wikipédia : il faut le « wikifier ».
Les points d'amélioration suivants sont les cas les plus fréquents. Le détail des points à revoir est peut-être précisé sur la page de discussion.
- Les titres sont pré-formatés par le logiciel. Ils ne sont ni en capitales, ni en gras.
- Le texte ne doit pas être écrit en capitales (les noms de famille non plus), ni en gras, ni en italique, ni en « petit »…
- Le gras n'est utilisé que pour surligner le titre de l'article dans l'introduction, une seule fois.
- L'italique est rarement utilisé : mots en langue étrangère, titres d'œuvres, noms de bateaux, etc.
- Les citations ne sont pas en italique mais en corps de texte normal. Elles sont entourées par des guillemets français : « et ».
- Les listes à puces sont à éviter, des paragraphes rédigés étant largement préférés. Les tableaux sont à réserver à la présentation de données structurées (résultats, etc.).
- Les appels de note de bas de page (petits chiffres en exposant, introduits par l'outil «  Source ») sont à placer entre la fin de phrase et le point final[comme ça].
- Les liens internes (vers d'autres articles de Wikipédia) sont à choisir avec parcimonie. Créez des liens vers des articles approfondissant le sujet. Les termes génériques sans rapport avec le sujet sont à éviter, ainsi que les répétitions de liens vers un même terme.
- Les liens externes sont à placer uniquement dans une section « Liens externes », à la fin de l'article. Ces liens sont à choisir avec parcimonie suivant les règles définies. Si un lien sert de source à l'article, son insertion dans le texte est à faire par les notes de bas de page.
- La présentation des références doit suivre les conventions bibliographiques. Il est recommandé d'utiliser les modèles {{Ouvrage}}, {{Chapitre}}, {{Article}}, {{Lien web}} et/ou {{Bibliographie}}. Le mode d'édition visuel peut mettre en forme automatiquement les références.
- Insérer une infobox (cadre d'informations à droite) n'est pas obligatoire pour parachever la mise en page.

Pour une aide détaillée, merci de consulter Aide:Wikification.
Si vous pensez que ces points ont été résolus, vous pouvez retirer ce bandeau et améliorer la mise en forme d'un autre article.
Le Code rural, aussi appelé Loi Agraire, Nomos Géôrgikos en grec byzantin, est un texte composé de 85 articles portant sur la propriété agricole de l'Empire byzantin. Ce document a pour but de sanctionner des mesures quant à la propriété agricole et sa rédaction pourrait, possiblement, remonter au VIIe siècle. Cependant, le débat situerait la datation entre le VIIe siècle, plus particulièrement sous le règne de Justinien II, et du VIIIe siècle. Ce dernier modifie la structure de la société agricole byzantine où l’importance du domaine et du village se passe le rôle clé de l’économie rurale de l’Empire. Il porte davantage intérêt sur le rôle de la commune villageoise ainsi que sur les propriétaires et les locataires quoiqu’une bonne partie du texte ne fait pas la distinction entre eux.
Dans le Code rural, il est question de termes précis comme les tenanciers, mais surtout les métayer (nom donné à celui qui récolte la mortèr). Il y a aussi la mention très importante du chôrion soit un domaine ou bien l’appellation pour une propriété vaste appartenant à une ou plusieurs personnes. Après le terme chôrion, le plus important est le terme komè qui, au cours de l’histoire, est interchangeable avec chôrion. Komè désigne un village, peu importe la taille de celui-ci, grand composé de plusieurs terres ou petit et composé de moins de terres.

## La structure du monde agraire avant le Code rural
Dans la structure de l’économie rurale byzantine, les domaines et les villages sont deux composantes essentielles. Avant la rédaction et l’application du Code rural (possiblement aux alentours du VIIe siècle), les domaines constituaient le centre de cette économie et jouaient un rôle important dans la vie sociale rurale, surtout entre les Ve et VIIe siècles. Dans cette organisation, il est important de prendre note que l’Empire s’étendait au-delà de la méditerranée, en Afrique et surtout en Égypte où ce territoire constitue une part très importante sur la culture du blé. En effet, l’Égypte est en quelques sortes le grenier à blé et constitue l’apport principal de cette céréale à Constantinople. 
C’est dans cette constitution de la vie rurale quasi coloniale que la structure de la récolte prend place. Les terres des domaines sont cultivées surtout par des « colons » constitués de fermiers ou de métayers libres qui se retrouvent liés à la terre qu’ils récoltent par la fiscalité. Ce mode d’organisation agraire permet de laisser place à l’élévation de classes moyennes dans le monde rural byzantin. Celle-ci étant regroupée d’artisans, de petits propriétaires, de fermiers ou encore de marchands. 

### Avènements du VIIe siècle et pertes de territoire
Au cours du VIIe siècle, l’Empire byzantin subit des changements considérables sur son territoire dû à plusieurs invasions. Les Salves, les Bulgares et les Arabes s’installent sur des territoires faisant partie de l’Empire. Byzance va aussi connaître d’importants épisodes de tensions dans ses territoires en Asie Mineure où ses habitants côtoient les Perses, surtout à Jérusalem, malgré la présence de diplomatie entre les deux peuples. Cependant, Byzance va perdre aux mains des Perses les territoires en Afrique dont l’Égypte, ainsi que d’autres régions en Asie Mineure comme la Syrie. Les Balkans seront occupés par les Slaves. 
Cela contribue à un rapetissement des limites territoriales impériales, mais aussi à un renouvellement de la structure agraire dû à l’assimilation de groupes à l’intérieur de l’empire et au mélange de culture. De ce renouvellement, certaines modifications sont faites dont la libération des paysans des bourgs et des domaines et ces derniers sont, dorénavant, couverts par des mesures de protection dont en serait possiblement issu le Code rural. 
De plus, l’insécurité concernant les affrontements et les invasions affectent les populations vivant aux frontières de Byzance et l’application des lois dont celles comprises dans le Code rural est plus compliquée. Par exemple, c’est le cas du village de Soganli situé sur le territoire de l’actuelle Turquie.
Cette période connue aussi sous le nom de « siècles obscurs » est marquée par tout ces changements et ces invasions qu’elle sera considéré comme l’époque de la disparition des cités byzantines. Cependant, ces bouleversements dans l’empire ne marquent pas une cassure avec l’époque précédente. Bien que la population de Constantinople atteint son point le plus bas depuis sa fondation dû à la dernière peste de 746, il y a toujours une continuité grâce à la présence constante de l’État, mais aussi d’institutions chrétiennes tel que les monastères et les églises. 

## La structure du monde agraire après le Code rural
Après la rédaction et l’établissement du Code rural dans l’organisation économique et sociale du monde agraire, le domaine ou encore la grande propriété perd de son importance entre le VIIe et le IXe siècle. À la place de colons, les terres des domaines sont cultivées soit par des serviteurs, des ouvriers salariés ou d’anciens colons qui deviennent alors des parèques. Les communautés rurales centrées sur les bourgs subsistent comme l’établissement d’une certaine classe moyenne. Cependant, la situation des paysans reste précaire dû à la contraction de dettes qui va mener certains d’entre eux à fuir leurs terres vers des monastères ou des refuges pour éviter de payer. 

### Au Xe siècle
Le Xe siècle est une ère de changement pour la structure du monde campagnard byzantin. Les aristocrates de l’empire veulent s’étendre et posséder des terres, préférablement déjà cultivées, et exercent une pression sur les agriculteurs et paysans des provinces. Les paysans qui sont contraints ou décident de vendre aux aristocrates, souvent, n’ont pas le choix de travailler sur leurs anciennes terres, dorénavant, vendus comme paroikoi par manque d’option. Cependant, être paroikoi, dans l’empire byzantin, n’est pas nécessairement une mauvaise chose, même si c’est pas une position confortable économiquement parlant. En fait, être paroikoi assurait aux paysans qui le devenaient une protection des nouveaux propriétaires et de bonnes conditions de travail grâce à leurs moyens.
Tout de même, cette nouvelle structure et relation au sein de l’empire et de ses provinces n’est pas nécessairement favorable à l’économie. Les paroikois ne payent pas certaines taxes puisqu’ils ne sont plus propriétaires terriens, donc cela fait que moins d’habitants payent de taxes à l’État. De plus, durant cette période, l’empire va tenter de remédier à ce problème à l’aide d’une suite de succession de lois fiscales et agraires pour éviter que trop de terres appartenant à de petits paysans ne se vendent à des plus grands propriétaires ou aristocrates.

### Sous le règne des Comnènes
Lors du XIe siècle, les communautés provinciales sont de nouveau sous l’effet d’un changement structurel de leur société. C’est l’époque du triomphe de la propriété foncière et, en plus des grands propriétaires et des aristocrates, l’État byzantin achète aussi des terres et devient un propriétaire terrien important. Les Comnènes constituent une famille royale importante dans l’histoire de Byzance. Ils proviennent de l’aristocratie byzantine terrienne, donc les rois et reines comnéniens sont en faveur de la protection des terres de l’Empire et y accorde une grande importance tout au long de leur règne. Sous la dynastie comnénienne, les grands domaines se verront attribué une protection et l’extension de nouvelles institutions est accordée comme la pronoia soit la concession de terres importantes à des particuliers. En somme, leur règne génère un développement de la grande propriété. 
Lors de la prise de Constantinople par les Croisés latins en 1204, ceux-ci retrouvent un modèle d’une organisation terrienne semblable à celle des pays de l’Europe occidentale. Par exemple, la concession des terres et la relation des classes moins élevées de rang comme les parèques avec les propriétaires de grands domaines sont similaires aux structures sociales dans les régions rurales en Italie à la même époque.

### Sous le règne des Paléologues
Lors du règne des Paléologues, certains changements sont effectués dans la structure sociale agricole. D’abord, les domaines qui étaient concédés en pronoia ne constituent plus tellement une monnaie d’échange lors de luttes civiles comme c’était le cas sous les coméniens. Ces domaines sont, dorénavant, concédés de manière héréditaire surtout. Il est aussi, maintenant, question d’une prépondérance terrienne des monastères. De plus, il y a toujours l’existence de bourgs libres (petites propriétés) dans l’Empire quoiqu’ils restent libres, mais toujours menacés jusqu’à la chute de Byzance. Les paysans deviennent de plus en plus pauvres, mais continuent de subsister comme étant résidents sur des parcelles de terre. 
De plus, il n’y a pas beaucoup de sources connues sur le monde agricole et urbain lors de cette période. Les informations disponibles sur les campagnes au XIIIe siècle, dont sur l’application du Code rural à cette époque, reposent sur les archives de l’Athos et des ensembles de documents. Parmi ceux-ci, un document sur les monastères privés de la famille aristocratique des Maliasènoi en Thessalie et un cartulaire du monastère de Lembos.

## L’importance du village byzantin
Le village byzantin comporte un rôle prédominant au sein de l’économie rurale. Cette économie est alors caractérisée à la fois par une faible demande et à la fois par une faible monétarisation, exception faite pour les régions proches de Constantinople, jusqu’au Xe siècle.
Au cours de l’histoire de Byzance, plusieurs traités et documents ont permis de donner plus d’informations sur l’organisation des villages. Entre autres le Traité fiscal qui permet d'envisager un habitat rural dispersé dans le monde byzantin. En effet, le Traité fiscal transmet des informations qui sembleraient déterminer le village comme un habitat groupé et correspondrait à une généralisation de l’occupation des terres entre les IXe et Xe siècles. Un autre traité, le Traité sur la guérilla datant du Xe siècle, démontre la fonction d’enceintes entourant les villages. Celles-ci servaient possiblement en cas de menace arabe dans certains territoires. L’armée aidant les villageois à se replier et se protéger sur un site naturellement défendable ou encore dans un refuge.
Le village avait plusieurs fonctions. D’abord, il s’agit d’une institution adaptée où la terre était cultivée et exploitée. Ensuite, il s’agit aussi d’un organisme d’autodéfense de la population rurale sur lequel l’État impérial se reposait pour reconquérir les territoires. Le village servait aussi d’instance fiscale pour l’Empire; il devait assurer le prélèvement des impôts dans les communautés rurales. De plus, la structure villageoise était orientée surtout sur la production de biens entre les VIIe et Xe siècles. Cela permettait de maintenir une continuité de l’exploitation des terres et ainsi assurer l’économie rurale. Vers le VIIe siècle, la plupart de la production agricole était assurée dans les villages et moins dans les domaines ce qui accordait au village d’être un levier permettant une reprise lente de l’économie dans le monde rural byzantin.

### La commune villageoise
Les villages étaient organisés comme communauté ou alors comme communes (koinotès tou chôriou) qui administraient, par la suite, un territoire plus grand où les limites géographiques étaient marquées par des bornes. De ce système de frontière, la plus ancienne borne retrouvée daterait du Xe siècle. 
Selon le Code rural, les parties incultes (pas cultivables) des terres n’étant pas appropriées étaient décernées comme bien collectif des villageois et devenaient des terres communes à usage commun par la communauté villageoise. 
Pour l’État, la commune servait de ressort fiscal ou d’administration. C’était par celle-ci que l’État impérial procédait pour relever les impôts si les autres instances des cités faisaient défaut. La commune reconnaissait alors des pouvoirs fiscaux. Il est possible de retrouver les informations quant aux mesures que pouvait prendre le fisc, soit les dégrèvements et allégements de l’impôt, dans le Traité fiscal. Ces mesures avaient pour but d’éviter de faire fuir davantage de paysans qui contractaient une surcharge d’impôt ce qui pouvait menacer la main-d’œuvre agricole.
Tout de même, grâce au Code rural, la communauté villageoise a acquis une certaine base dans un rôle fiscal au sein de l’État byzantin en plus d’avoir acquis une capacité juridique (par exemple, posséder des biens selon la loi). Cette personnalité juridique acquise tranquillement a été assurée par la suite par le Code rural. 

## Le monde fiscal
Bien qu’il ne soit pas surtout question de la fiscalité dans le Code rural contrairement au Traité fiscal, celui-ci en donne tout de même quelques aspects, surtout sur les détails concernant le prélèvement des impôts dans les territoires ruraux de l’Empire.
La récolte des impôts n’était pas la même pour tous les habitants du monde agraire. Elle différait selon le rôle de ces derniers. Par exemple, pour la redevance d’un propriétaire paysan, il n’avait qu’à payer l’impôt. Cependant, le tenancier devait payer, en plus de l’impôt, un loyer. C’était aussi différent pour les métayers. Dans le Code rural, il était question de limiter la mortè au dixième des récoltes et le loyer faisait en sorte que le métayer restait redevable à l’État quant à l’impôt puisqu’il représentait aussi environ un dixième des récoltes produites. Cela attribuait au métayer un revenu net quasi nul et leur assurait la position la plus désavantageuse économiquement dans la société rurale byzantine.
Pour ce qui est du chôrion, le Code rural ne marque pas tant son sens fiscal vu qu’il n’apparaît que 4 fois dans le document. Cependant, il est question de l’existence d’une solidarité fiscale entre les paysans des communes villageoises. Cette solidarité impliquerait entre autres le paiement des impôts des défaillants par d’autres paysans. Cependant, le document ne prouve pas que les paiements et les mises en culture n’ayant été assurés par la communauté villageoise au cours de l’histoire de Byzance. 
Pour ce qui a trait de la fiscalité, le Code rural mentionne « ceux à qui l’impôt est réclamé vendangeront la vigne », donc cela reste vague pour ce sujet comparativement au Traité fiscal.

## L’instance juridique de la communauté villageoise
Les principaux pouvoirs juridiques indiqués dans le Code rural concernent la transmission de biens dans la communauté rurale. Ils concernent à la fois les propriétaires ainsi que les locataires. Sur les 85 articles composant le Code rural, il n’y a qu’une dizaine de ceux-ci qui concerne les propriétaires terriens byzantins. Si on accorde les articles concernant les rapports entre les propriétaires et les locataires, cela en fait 17 articles sur 85. Environ 4/5 des articles ne font pas de distinctions claires entre les propriétaires et les locataires ce qui ne permet pas de définir les conditions pour désigner un habitant comme propriétaire ou locataire à l’aide du Code rural comme simple base pour constituer un portrait de la société rurale byzantine. 
De plus, le document sembler hésitant sur certaine question de passation de terres. Par exemple, une communauté villageoise qui réclame le droit d’associé, mais ce sont les villageois qui doivent racheter leur part du moulin et de ce fait deviennent des associés du constructeur ayant construit le dit moulin. Le document ne mentionne pas le fait que la communauté villageoise devient propriétaire du moulin, d’abord construit sur une terre commune, mais les membres de celles-ci ayant acheté leur part au constructeur. 

### Les droits sur l’exploitation de l’eau dans les zones rurales
Il est aussi important d’apporter une nuance quant à la transmission des terres selon le Code rural. Celui-ci ne mentionne pas explicitement le droit sur l’eau (l’exploitation) lors du legs d’une terre ou d’un rachat de propriété. Dans l’Empire byzantin, la transmission de biens ou de terres n’indique pas une transmission du droit à l’exploitation de l’eau sur les biens ou les terres transmises. En effet, l’ancien propriétaire est tout à fait légitime de garder le droit d’exploiter l’eau sur les terres qu’il a transmise en mettant en place une servitude. 
D’autres documents font la mention explicite d’actes de transmission de biens immobiliers soit par la vente ou par question d’héritage, mais que le droit d’exploitation de l’eau n’était pas accordé dans le reste du domaine transmis.

### Les animaux
Les articles comprennent aussi les animaux vu qu’ils représentent une partie intégrale dans la récolte des denrées. La loi byzantine considère les animaux à la fois comme un élément de la nature, mais aussi comme un objet de propriété sur lequel le propriétaire à des droits et des responsabilités. L’inclusion des animaux dans le Code rural est basée sur le code Justinien et sur le Digeste soit la jurisprudence romaine. Cette inclusion permet surtout de déterminer les limites légales selon les dommages que peuvent causer les animaux, mais aussi sur les dommages sur un animal. Les pénalités favorisent surtout les propriétaires des animaux s’il y a un véritable crime tel qu’un vol, une mutilation ou un meurtre sur un de leurs animaux.